# Crossleyia
Crossleyia és un gènere d'ocells de la família dels bernièrids (Bernieridae) originari de Madagascar.

## Taxonomia
Anteriorment, el tetraka fosc (Crossleyia tenebrosa) estava inclòs en el gènere Xanthomixis però en base d'estudis moleculars (Younger et al. 2019) es va desplaçar a Crossleyia.
Segons la Classificació del Congrés Ornitològic Internacional (versió 15.1, 2025) aquest gènere conté dues espècies:
- Crossleyia xanthophrys - tetraka cellut.
- Crossleyia tenebrosa - tetraka fosc.